# Featherstone (Northumberland)
Featherstone – wieś w Anglii, w hrabstwie Northumberland. Leży 58 km na zachód od miasta Newcastle upon Tyne i 413 km na północny zachód od Londynu.